# 舊奧恩邦溫泉 (加利福尼亞州)
舊奧恩邦溫泉（英語：Old Ornbaun Hot Springs）是位於美國加利福尼亞州門多西諾縣的一個非建制地區。該地的面積和人口皆未知。

## 地理
舊奧恩邦溫泉的座標為38°54′45″N 123°18′39″W / 38.91250°N 123.31083°W，而該地的平均海拔高度為374米（即1227英尺）。